# Lorenzo Litta
Lorenzo Litta Visconti Arese (Milano, 23 febbraio 1756 – Monteflavio, 1º maggio 1820) è stato un cardinale italiano.

## Biografia

### I primi anni
Lorenzo Litta nacque a Milano il 23 febbraio 1756 in seno ad una famiglia aristocratica della città lombarda. Egli era nello specifico figlio di Pompeo Giulio Litta Visconti Arese, VI marchese di Gambolò, e di sua moglie Maria Elisabetta Visconti Borromeo Arese, dei conti della pieve di Brebbia, la quale era inoltre zia dello stesso Pompeo. Suo fratello era il duca Antonio Litta Visconti Arese. Antenato di Lorenzo era stato il cardinale Alfonso Litta, già arcivescovo di Milano durante il XVII secolo.
Avviato dalla famiglia alla carriera ecclestiastica, studiò al Collegio Clementino di Roma ove si laureò in legge ed in lettere per poi passare all'Università La Sapienza di Roma ove il 28 gennaio 1780 ottenne la laurea utroque iure.
Il 13 aprile 1780 entrò nella prelatura romana come referendario dei tribunali della Signatura Apostolica di Grazia e Giustizia. Protonotario apostolico partecipante dal 1782, divenne relatore della Sacra Consulta dal 14 febbraio 1785. Il 6 giugno 1789 venne ordinato sacerdote e nel 1791 venne incaricato da Pio VI di una missione presso Napoleone Bonaparte in Francia. Censore dell'Accademia di Teologia, divenne Commissario ai confini con la Toscana e quindi vicario dell'arciprete della Basilica di San Giovanni in Laterano a Roma.

### L'episcopato e la difficile mediazione tra Polonia e Russia
Il 23 settembre 1793 venne eletto arcivescovo titolare di Tebe ed Assistente al Trono Pontificio. Consacrato vescovo il 6 ottobre 1793 nella chiesa romana di San Carlo al Corso per mano del cardinale Luigi Valenti Gonzaga, prefetto dell'Economato della Sacra Congregazione di Propaganda Fide, assistito da Carlo Crivelli, arcivescovo titolare di Patrasso, prefetto degli archivi vaticani, e da Giovanni Francesco Guidi di Bagno-Talenti, arcivescovo titolare di Mira, canonico della basilica di San Pietro in Vaticano.
Il 15 novembre 1793 venne nominato nunzio apostolico in Polonia, giungendo a Varsavia il 24 marzo 1794. Il 9 aprile successivo presentò le sue credenziali al governo polacco, rimanendo in loco sino al 13 marzo 1797. Durante i negoziati per la Terza spartizione della Polonia, egli difese i diritti della chiesa cattolica nello stato, astenendosi dal condannare i rivoltosi e cercando di conciliare nazionalisti e russofili; tutti i suoi sforzi ad ogni modo si dimostrarono insufficienti per evitare la partizione del paese che avvenne il 24 ottobre 1795. Come ultimo sforzo egli cercò di proteggere il rito latino cattolico nei tre territori sottoposti alla sua giurisdizione di nunziatura; dopo di lui la nunziatura rimarrà vacante per centovent'anni.
L'11 febbraio 1797, il Litta venne nominato ambasciatore straordinario in Russia, rappresentando la Santa Sede all'incoronazione dello zar Paolo I di Russia a Mosca dall'8 al 16 aprile di quell'anno. Successivamente egli si recò a San Pietroburgo per cercare di persuadere il nuovo zar a garantire la libertà religiosa ai suoi sudditi polacchi, permettendo un'organizzazione canonica della chiesa cattolica nei territori russi, riducendo di molto l'influsso delle misure giurisdizionaliste approvate a suo tempo dalla zarina Caterina II. In questo fu aiutato dal fratello, Conte Giulio Renato Litta, cavaliere di Malta,  contrammiraglio della marina russa e amico personale di Paolo I.
Questa missione ebbe un successo solo parziale: se egli non riuscì a ristabilire la libera comunicazione tra episcopati locali e Roma, il Litta fu in grado però di restaurare le nove diocesi in entrambi i riti, recuperando parte delle proprietà ecclesiastiche che erano state in precedenza confiscate dal governo russo; riaprì i conventi dei Basiliani. Lorenzo Litta venne espulso dalla Russia nel maggio del 1799 dopo il fallimento dei negoziati per l'Ordine di Malta: Roma non accettava il fatto che lo zar si fosse autorproclamato gran maestro dell'ordine (proprio su proposta del fratello del cardinale,Giulio) dopo che l'isola di Malta era stata fisicamente occupata dalle truppe francesi di Napoleone Bonaparte. Dopo la cacciata dalla Russia, il Litta si portò a Venezia dove la corte papale si trovava durante i moti a Roma, ed assistette al conclave del 1799. Dopo l'elezione del nuovo papa Pio VII, questi il 23 novembre 1800 lo nominò tesoriere generale e collettore della Camera Apostolica, mantenendo tale incarico sino alla sua promozione al cardinalato.

### Il cardinalato ed i contrasti con Napoleone
Papa Pio VII decise di creare il Litta quale cardinale in pectore nel concistoro del 23 febbraio 1801, pubblicandolo definitivamente nel concistoro del 28 settembre successivo. Il 1º ottobre 1801 ricevette la berretta cardinalizia ed il 23 dicembre il titolo cardinalizio di Santa Pudenziana.
Prefetto della Sacra Congregazione dell'Indice dal 27 agosto 1811, occupò tale incarico sino al giugno del 1814, divenendo in contemporanea anche prefetto degli studi del Collegio e del Seminario Romano dal 1805 al 1814. Camerlengo del Sacro Collegio dei Cardinali dal 1806 al 1807, in quest'ultimo anno iniziò a divenire particolarmente noto per i suoi sentimenti anti-francesi al punto che l'imperatore Napoleone Bonaparte si rifiutò di accettarlo quale plenipotenziario per esaminare i contrasti tra Santa Sede e Francia. Esiliato a Milano nel marzo del 1808, venne quindi deportato in Francia come la maggior parte degli altri cardinali nel 1809, rifiutandosi per giunta di partecipare al matrimonio civile e religioso dell'imperatore francese con l'arciduchessa Maria Luisa d'Austria nell'aprile del 1810; così facendo il Litta divenne uno dei "cardinali neri" (ai quali non venne permesso di indossare i paramenti rossi propri del rango cardinalizio). Relegato a San Quintino e poi a Fontainebleau dal febbraio del 1813, nel gennaio del 1814 venne trasferito a Nîmes, facendo ritorno a Roma dopo la caduta di Napoleone nell'aprile successivo.
Nominato prefetto della Sacra Congregazione per la Correzione dei Libri della Chiesa Orientale, divenne prefetto della stampa per la Sacra Congregazione della Propaganda Fide il 28 maggio 1814, rimanendo a tale incarico sino al 24 settembre 1818. Optò quindi per l'ordine dei cardinali-vescovi scegliendo la sede suburbicaria di Sabina dal 26 settembre 1814. Trovò quindi rifugio a Genova dove papa Pio VII si era recato all'epoca dell'invasione operata da Gioacchino Murat, re di Napoli, nel 1815. Egli fu inoltre protettore dell'Accademia dei Nobili Ecclesiastici dal 1817 al 1819 e Vicario Generale di Sua Santità per la città di Roma dal 28 settembre 1818. Dal 1818 sino al 1820 fu anche Prefetto della Sacra Congregazione per la residenza dei vescovi.
Morì il 1º maggio 1820 all'età di 64 anni a causa di problemi gastrici, presso la città di Monteflavio, nella diocesi di Sabina. La sua salma venne esposta alla pubblica venerazione nella basilica romana dei Santi XII Apostoli ove ebbero luogo anche i funerali; venne sepolto nella chiesa dei Santi Giovanni e Paolo a Roma, secondo la sua volontà.

## Genealogia episcopale e successione apostolica
La genealogia episcopale è:
- Cardinale Scipione Rebiba
- Cardinale Giulio Antonio Santori
- Cardinale Girolamo Bernerio, O.P.
- Arcivescovo Galeazzo Sanvitale
- Cardinale Ludovico Ludovisi
- Cardinale Luigi Caetani
- Cardinale Ulderico Carpegna
- Cardinale Paluzzo Paluzzi Altieri degli Albertoni
- Papa Benedetto XIII
- Papa Benedetto XIV
- Papa Clemente XIII
- Cardinale Luigi Valenti Gonzaga
- Cardinale Lorenzo Litta

La successione apostolica è:
- Vescovo Jan Chrzciciel Albertrandi (1796)
- Arcivescovo Giovanni Marchetti (1814)
- Arcivescovo Candido Maria Frattini (1814)
- Arcivescovo Michele Belli (1814)
- Vescovo Francesco Maria Cipriani, O.S.B. (1814)
- Vescovo Anselmo Basilici (1814)
- Arcivescovo Luidj Škakoc, O.F.M. (1815)
- Vescovo Ignazio Palmidessa, O.P. (1816)
- Vescovo Michelangelo Calmet (1816)
- Vescovo Pietro Paolo Mazzichi (1817)
- Vescovo Giuseppe-Maria Lais (1818)
- Vescovo Rodolfo Brignole Sale (1818)
- Vescovo Edward Bede Slater, O.S.B. (1818)
- Vescovo Giovanni Philip Paroni, O.F.M.Conv. (1818)
- Cardinale Vincenzo Macchi (1818)
- Vescovo Giulio Mami (1818)
- Vescovo Guilelmus Zerbi (1818)
- Vescovo Giuseppe Maria Pellicano (1818)
- Vescovo Francesco Saverio Triggiani, O.F.M.Conv. (1818)
- Vescovo Giovanni Battista Bolognese (1819)
- Vescovo Vincenzo Maria Manieri, O.F.M.Conv. (1819)
- Arcivescovo Ludovico Luigi Ugolini (1819)
- Vescovo Emmanuele Lodi, O.P. (1819)
- Arcivescovo Antonio Baldini (1820)
- Cardinale Filippo Giudice Caracciolo, C.O. (1820)